# Famille Huon de Kermadec
La famille Huon de Kermadec est une famille subsistante de la noblesse française. Originaire de Bretagne, elle appartient à la noblesse d'extraction de cette province.
Elle a donné sous l'Ancien Régime plusieurs officiers supérieurs de la Marine royale.

## Histoire
La famille Huon de Kermadec est originaire du Léon (Finistère). Selon Régis Valette, elle remonterait sa filiation suivie jusqu'en 1354.
Elle fut maintenue noble en 1669 devant le Parlement de Bretagne, à Rennes. Cette maintenue ne donne une filiation solide qu'à partir du milieu du XVe siècle[réf. incomplète].
Yvon Huon, marié vers 1460 avec Marie de Coatquelfen, eut pour fils :
- Pierre Huon, seigneur de Kermadec, marié vers 1495 avec Catherine de Gouzabatz, qui poursuivirent.

Cette famille a adhéré à l'Association d'entraide de la noblesse française en 1938.

## Personnalités
- Vincent Huon de Kermadec (1671-1746), officier de la Marine royale, capitaine de vaisseau ;
- François-Pierre Huon de Kermadec (1726-1787), officier de la Marine royale, chef d'escadre ;
- Jean-Marie Huon de Kermadec (1747-1796), officier de la Marine royale, capitaine de vaisseau ;
- Jean-Michel Huon de Kermadec (1749-1793), officier de la Marine royale, capitaine de vaisseau ;
- Félix Casimir Huon de Kermadec (1813-1891), membre de l’expédition Dumont d’Urville en Antarctique, commissaire de bord de La Zélée ;
- Jean-Michel Huon de Kermadec (1912-2000), professeur d’université, auteur de plusieurs ouvrages sur la Chine[4] où il vécut durant 25 ans[5].
- Monique Huon de Kermadec, psychologue et écrivaine française ;

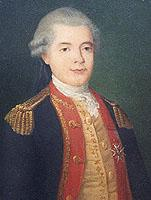
Jean Michel Huon de Kermadec
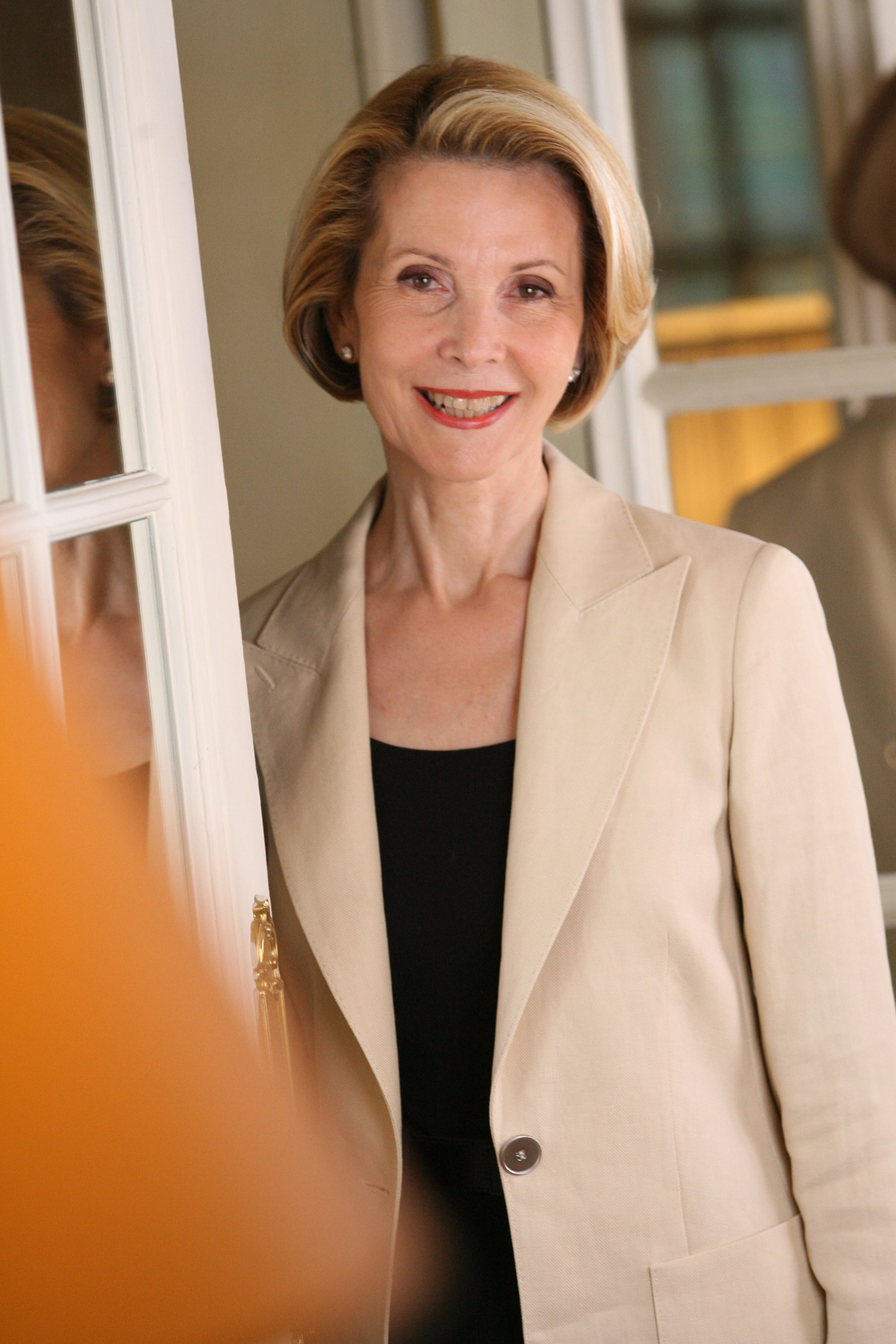
Monique Huon de Kermadec

## Terres
Seigneurs de Kermadec (Ploudiry), de Penhep (Dirinon), de Gorréconq, de Kerlezevien, de Penanroz (Le Tréhou).

## Armoiries
D'or à 3 annelets d'azur posés 1, 2, accompagnés de 3 croix recroisetées de même.[réf. nécessaire]

## Alliances
Les principales alliances de la famille Huon de Kermadec sont : de Lesquen du Plessis Casso (1935), de Roquefeuil (1937, 1985), de Vasselot de Régné (1969, 1973), d'Abzac de Falgueyrac, de Vallois.